# Alúmen de cromo e potássio
Alúmen de cromo ou Sulfato de cromo(III) e potássio é um sal duplo de sódio e potássio, tendo como ânion o sulfato. Sua fórmula química é KCr(SO4)2 e é encontrado frequentemente na forma dodecahidratada KCr(SO4)2·12(H2O). É utilizada na curtição de couro.

## Produção e propriedades

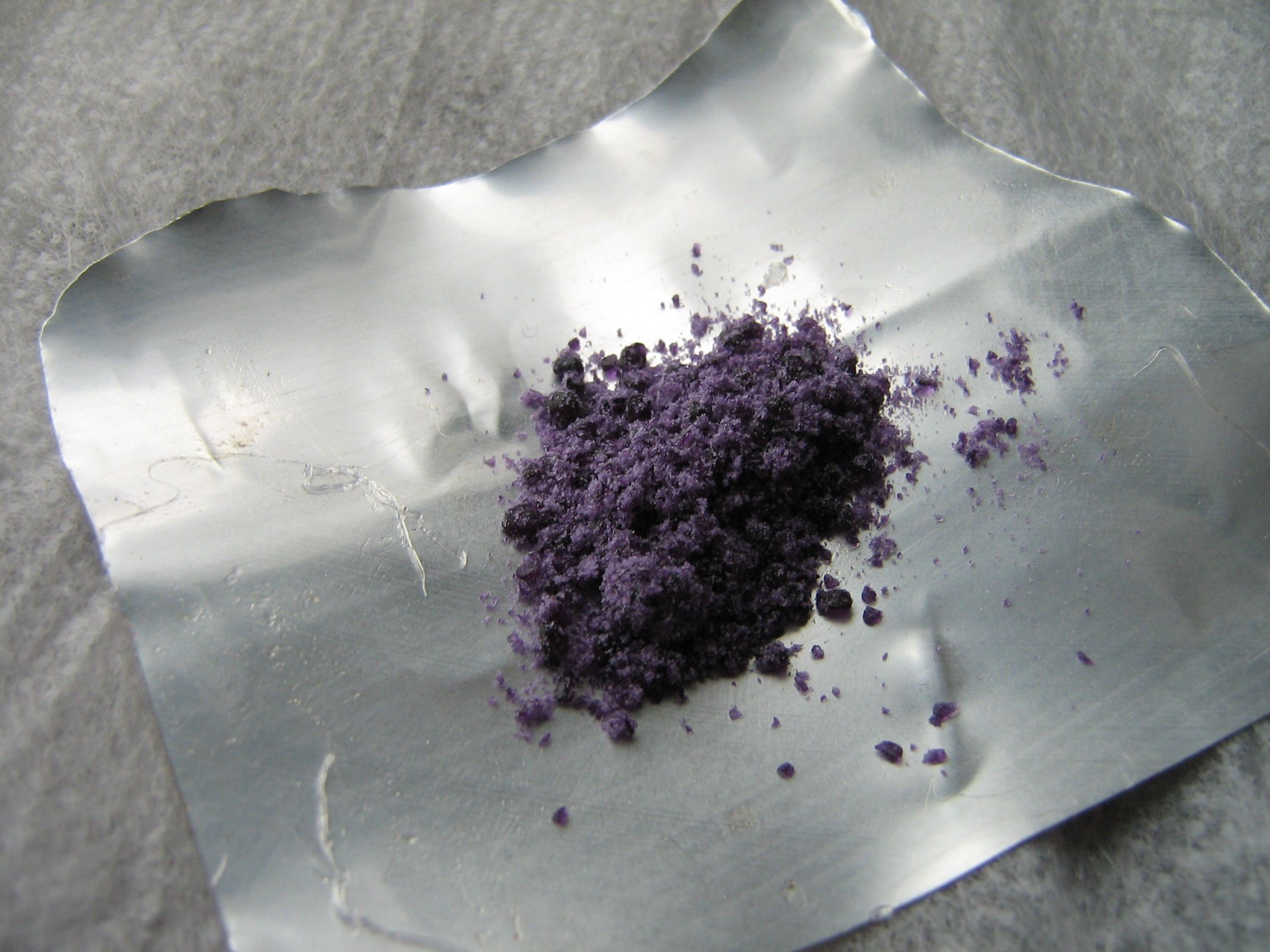
Alúmen de cromo e potássio

Alúmen de cromo é produzido a partir de sais de cromato ou de ligas ferrocromo. As soluções aquosas concentradas de dicromato de potássio podem ser reduzidas, normalmente com dióxido de enxofre, mas também com álcoois ou formaldeído, na presença de ácido sulfúrico, a temperaturas <40 °C. Alternativamente e com menor frequência, ligas de ferrocromo podem ser dissolvidas em ácido sulfúrico e, após a precipitação do sulfato ferroso, o alúmen de cromo cristaliza após adição de sulfato de potássio. 